# Ostedes griseoapicalis
Ostedes griseoapicalis là một loài bọ cánh cứng trong họ Cerambycidae.